# Lewa-Wouro Dole
Lewa-Wouro Dole est un village de la commune de Martap située dans la région de l'Adamaoua situé dans le département de la Vina dans la région de l'Adamaoua au Cameroun.

## Population
En 1967, Lewa-Wouro Dole comptait 131 habitants, principalement Foulbe.
Lors du recensement de 2005, 401 personnes y ont été dénombrées dont 204 de sexe masculin et 197 de sexe féminin.